# Michael Krone

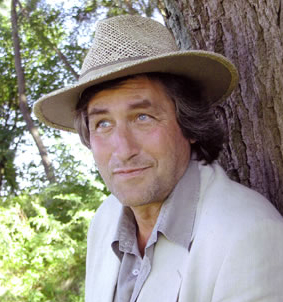

Jürgen Michael Krone (* 30. Mai 1948 in Berlin) ist ein deutscher Schauspieler.

## Leben
Der Sohn des Schauspielers Otto Krone wuchs mit seinen drei Brüdern Andreas, Thomas und Raimund, der ebenfalls Schauspieler war, in Berlin auf. Von 1954 bis 1964 besuchte er dort die Schule und schloss mit der Fachhochschulreife ab. Bis 1967 erhielt er eine Ausbildung zum Einzelhandelskaufmann,  die er mit dem Gesellenbrief abschloss. Diesen Beruf verfolgte er jedoch nicht weiter und folgte der Tradition seiner Eltern und seines Bruders und ließ sich zum Schauspieler ausbilden. Erste Engagements  waren bis 1971 in Detmold und bis 1973 im Theater Reutlingen, wo er auch als Regisseur und Mitglied der Leitung tätig war.
Ab 1973 war er für zehn Jahre als Schauspieler und Regisseur in Tübingen, bevor er dann 1983, ebenfalls für zehn weitere Jahre, zum Ensemble der Ruhrfestspiele nach Recklinghausen wechselte. Nach der Reformierung der Festspiele Anfang der 1990er-Jahre wechselte Krone als freiberuflicher Schauspieler zu verschiedenen Bühnen, unter anderem in Münster, Dortmund, Wittenberg und übernahm auch Rollen in Film und Fernsehen.
Von 1999 bis 2004 war er Schauspieler und Geschäftsführer des Roma-Theaters „Pralipe“. Mit ihm wurden Aufführungen unter anderem in Mostar, Budweis, Ljubljana, Helsinki, Newcastle, Sevilla, Wien und Berlin gegeben. Seit 2005 spielt er in München Theater.
Mit seiner ersten Frau hat er einen Sohn. Seine drei Töchter stammen aus zweiter Ehe. Krone lebt mit seiner Frau Martina in Peiting. In der Herzogsägmühle betreibt er ehrenamtlich ein Theater.

## Inszenierungen
- Engel und Dämonen (1998)
- Luther und Faust (2000)
- Z 2001 Die Tinte unter meiner Haut (2001)
- Flüchtlingsgespräche – Bertolt Brecht
- Kikiri Kiste – Paul Maar
- Das Mündel will Vormund sein – Handke
- Furcht und Elend des dritten Reiches – Bertolt Brecht[2]

## Filmografie
- Strafmündig (1985) von Gert Heidenreich[3]
- Verbotene Liebe (2000)[4]